# La ratlla verda
La ratlla verda (La raie verte), també coneguda com la franja verda o Madame Matisse, és un retrat de l'esposa d'Henri Matisse, Amélie Noellie Matisse-Parayre realitzat pel pintor el 1905. Això succeí just abans que el seu treball s'etiquetés com el de les fauves (les feres), juntament amb les obres d'André Derain i Maurice de Vlaminck. La pintura forma part de la col·lecció del Statens Museum for Kunst de Copenhaguen, Dinamarca.